# エーグル・アズール
エーグル・アズール (Aigle Azur) は、かつて存在したフランスの民営航空会社。

## 概要

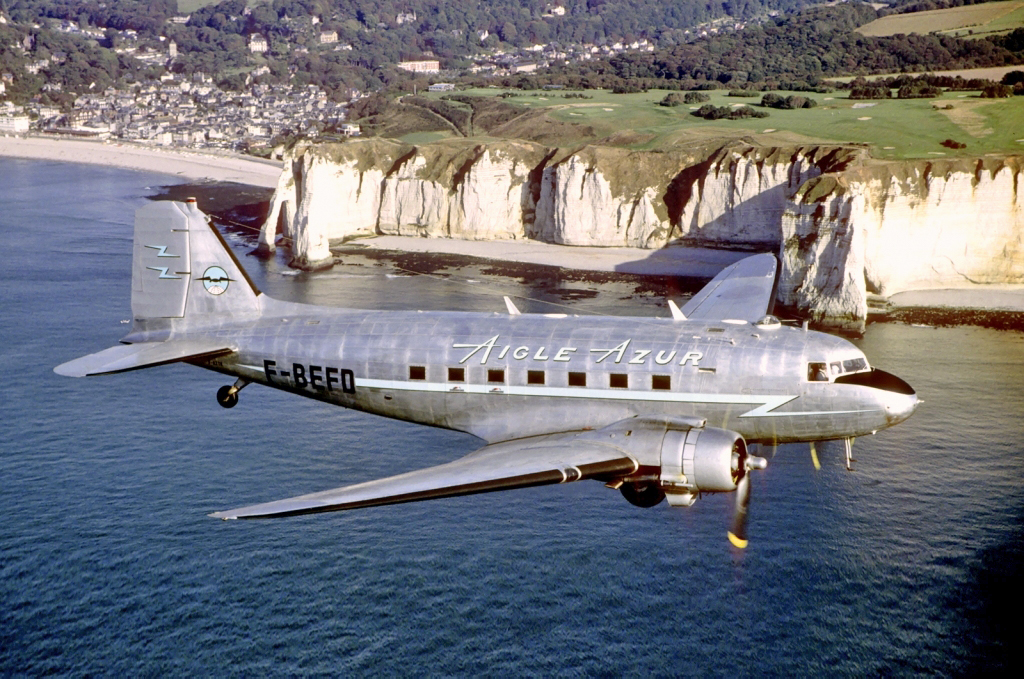
ダグラス DC-3

第2次世界大戦後のフランスで初の民営航空会社として、1946年にユンカース52により営業飛行を開始した。
フランスとアルジェリアを結ぶ定期航空便、およびヨーロッパ各地を結ぶチャーター便を運航。航空券の座席予約システム（CRS）は、アマデウスITグループが運営するアマデウスを利用している。
2000年代にはGoFastグループに入り、さらに2012年には海南航空グループが株式の48％を取得、GoFastグループと並ぶ主要株主となった。またエアバスA330を導入し、長距離便への参入も計画していた。
2019年9月6日、全便の運航を停止し、経営破綻した。

## 保有機材

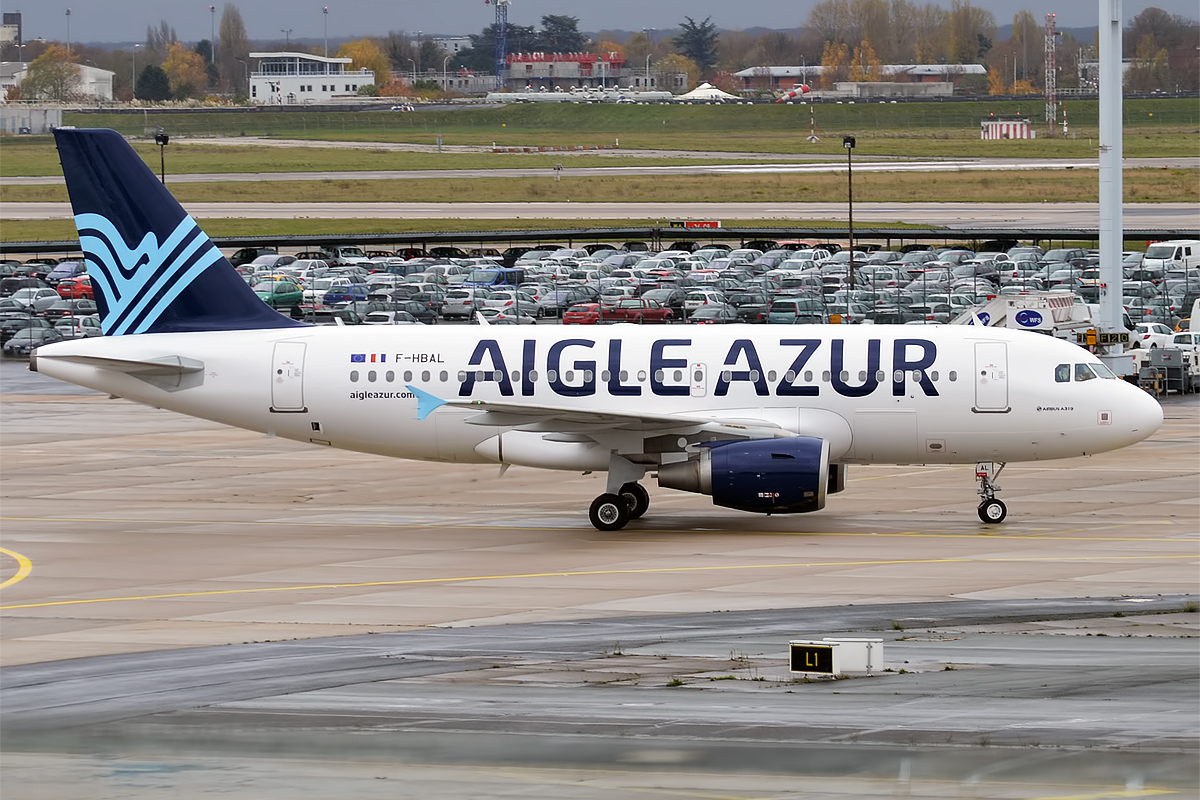
エアバス A319-100

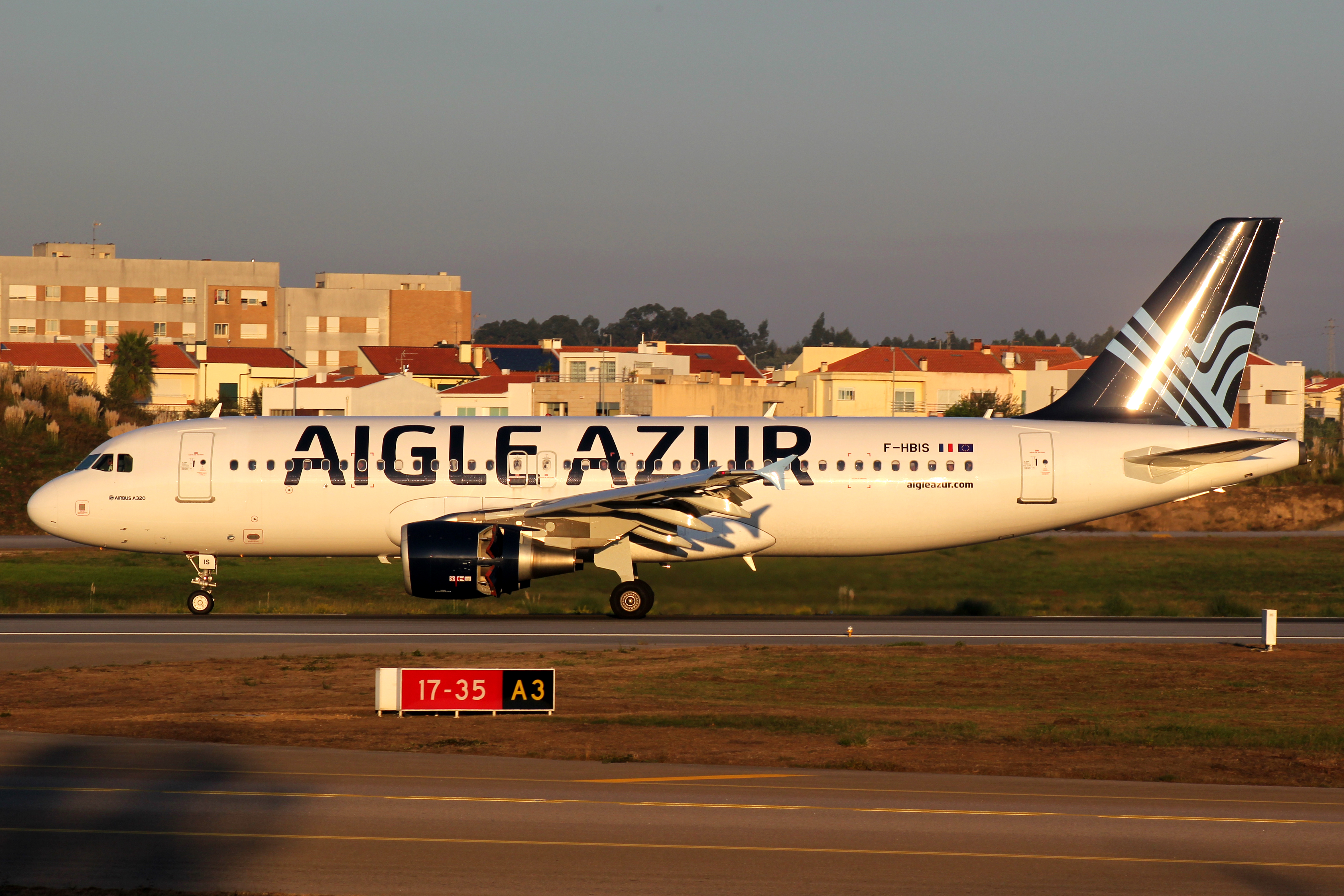
エアバス A320

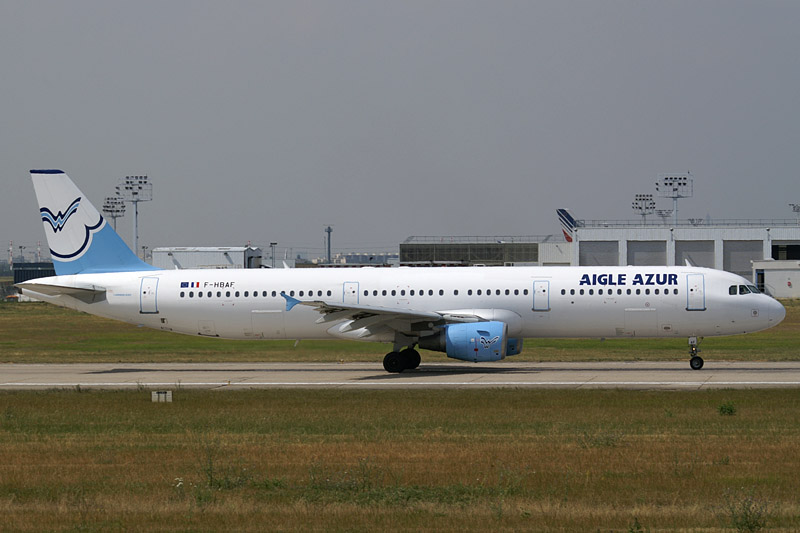
エアバス A321-100

保有機材は以下のとおり：
- エアバスA330-200 2機
- エアバスA320 8機
- エアバスA319 1機

## パートナー航空会社
以下の航空会社と提携していた。
- エア・カライベス
- アズールブラジル航空
- コルセール・インターナショナル
- 海南航空
- S7航空
- TAPポルトガル航空